# Mont Veyrier
Pour le mont situé au Québec, voir Mont Veyrier (Québec).
Le mont Veyrier est une montagne de France située en Haute-Savoie, au sud-est d'Annecy. Culminant à 1 291 mètres d'altitude, il domine la rive orientale du lac d'Annecy et notamment la ville de Veyrier-du-Lac située à ses pieds.

## Toponymie
Le nom du mont provient du nom de la commune Veyrier-du-Lac située à ses pieds, au bord du lac. Le toponyme « Veyrier » proviendrait d'un ancien fundus romain (domaine gallo-romain) Viriacus ou Veriacus, formé par le gentilice Virius ou Verius, associé au suffixe -acus.
Selon une autre hypothèse, il s'agit d'un oronyme celte. Les noms des montagnes font partie des plus vieilles couches de toponymes. La plupart du temps, ils sont donc d'origine celte ou indo-européenne. De plus, les noms de montagne proches du mont Veyrier ont une origine celte. La racine celte uer « sur », « supérieur » se retrouve dans de très nombreux oronymes des Alpes, sous différentes formes : Véran, Varan, pointe des Verres, etc. « Veyrier » pourrait donc être une variation de la racine gauloise uer désignant un sommet.

## Géographie

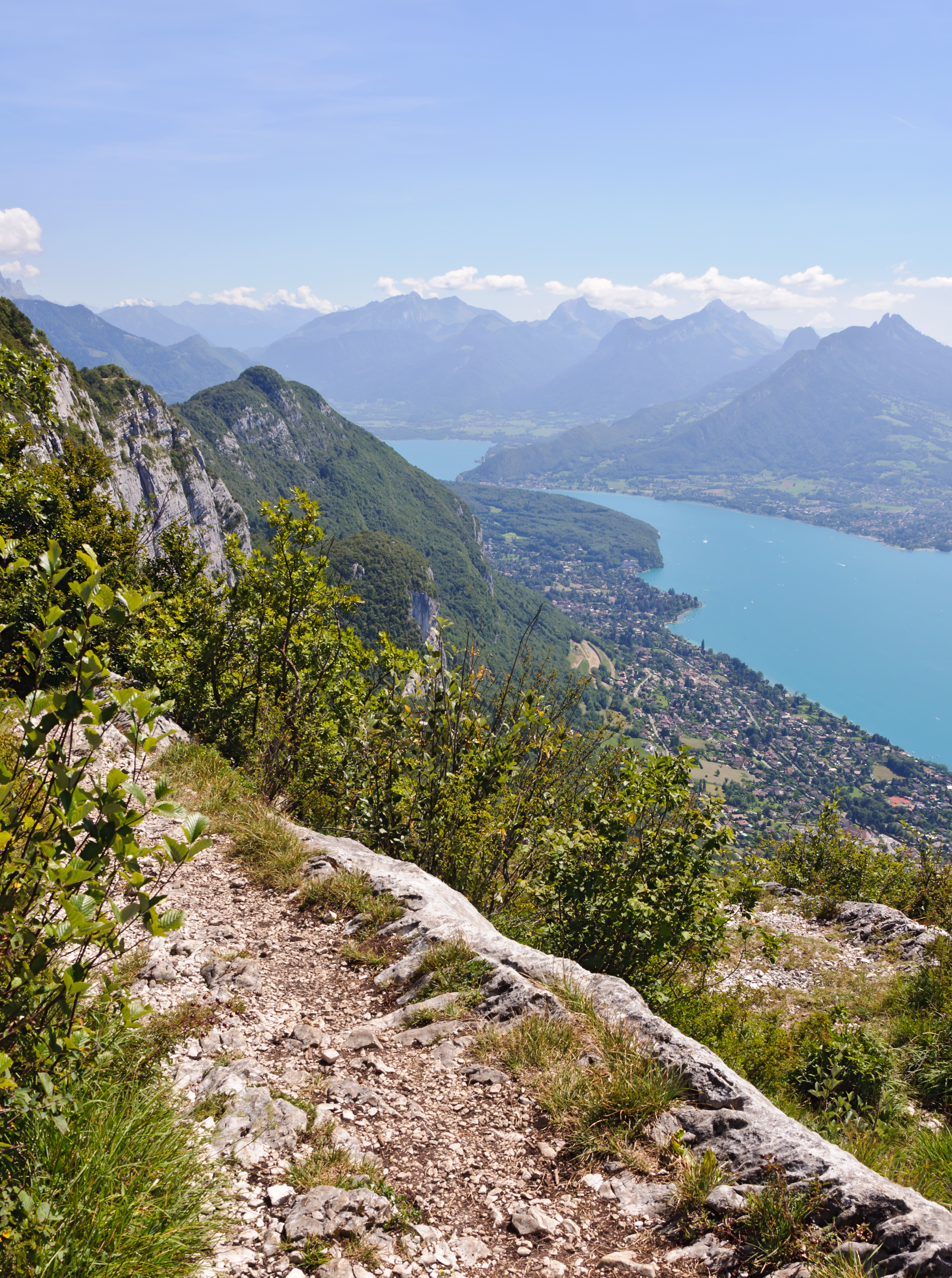
Sur le chemin de crête entre le mont Veyrier et le mont Baron, surplombant Veyrier-du-Lac.

Le mont Veyrier est situé dans les Préalpes françaises, dans le Sud-Ouest de la Haute-Savoie, immédiatement au sud-est d'Annecy, au bord de son lac qui s'étend à l'ouest. D'un point de vue administratif, le mont Veyrier se trouve en majorité sur le territoire communal de Veyrier-du-Lac qui s'étend sur toute la face occidentale, la falaise sommitale et une partie du versant Nord-Est jusqu'à mi-pente ; le versant septentrional au-delà du rocher de Chavoire se trouve sur celui d'Annecy, anciennement celui d'Annecy-le-Vieux jusqu'à la fusion communale de 2017, la face Nord-Est du mont Baret, y compris la rive gauche du défilé de Dingy, sur celui d'Alex et sa face Sud-Est sur celui de Menthon-Saint-Bernard.
Au sens strict, le mont Veyrier désigne la partie septentrionale de la falaise située au-dessus du quartier de Chavoire, là où se trouve le point culminant avec 1 291 mètres d'altitude et qui se prolonge au sud par le mont Baron. Cependant, le toponyme peut aussi inclure le mont Baret situé au sud, au-delà du col des Contrebandiers, parfois sous la forme « montagne de Veyrier ». La montagne s'étend alors dans ce sens large d'Annecy-le-Vieux au nord au col de Bluffy au sud, incluant les antécimes du mont Rampignon (894 mètres), du mont Rampon (957 mètres), du mont Baron (1 295 mètres), du Chapeau de Napoléon (1 060 mètres) et du mont Baret (1 243 mètres) dit aussi mont Beauregard et qui inclut les rochers des Grandes Suites au-dessus de Menthon-Saint-Bernard,. Par sa géologie, le mont Baret constitue le prolongement méridional de la montagne de Lachat de l'autre côté du défilé de Dingy.
Ce relief qui s'étire sur un peu plus de six kilomètres de longueur pour une largeur avoisinant les trois kilomètres forme le même ensemble géologique, un crêt composé de calcaire hauterivien surmonté de calcaire urgonien qui forme les différentes falaises de la montagne. Avec la falaise de la Puya à l'extrémité septentrionale du Semnoz sur l'autre rive du lac, le mont Veyrier, et plus précisément le rocher de Chavoire, forme ce qui est parfois appelé la « cluse d'Annecy » bien que les structures géologiques entre massif des Bornes et massif des Bauges diffèrent sensiblement au niveau du Grand lac.

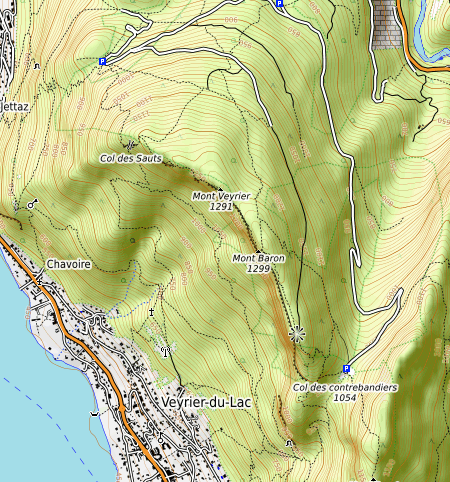
Carte topographique du mont Veyrier stricto sensu.

## Histoire

### Néolithique
Sur les nombreuses grottes que l'on trouve au pied de la montagne de Veyrier, côté lac d'Annecy, seules les grottes dites « Trou du Renard », ou encore du Fortin contiennent des traces remontant à la période du Néolithique. En revanche, le site de Vieugy, au lieu-dit « Sous les Guerres », accueille une importante station néolithique,.

### Téléphérique

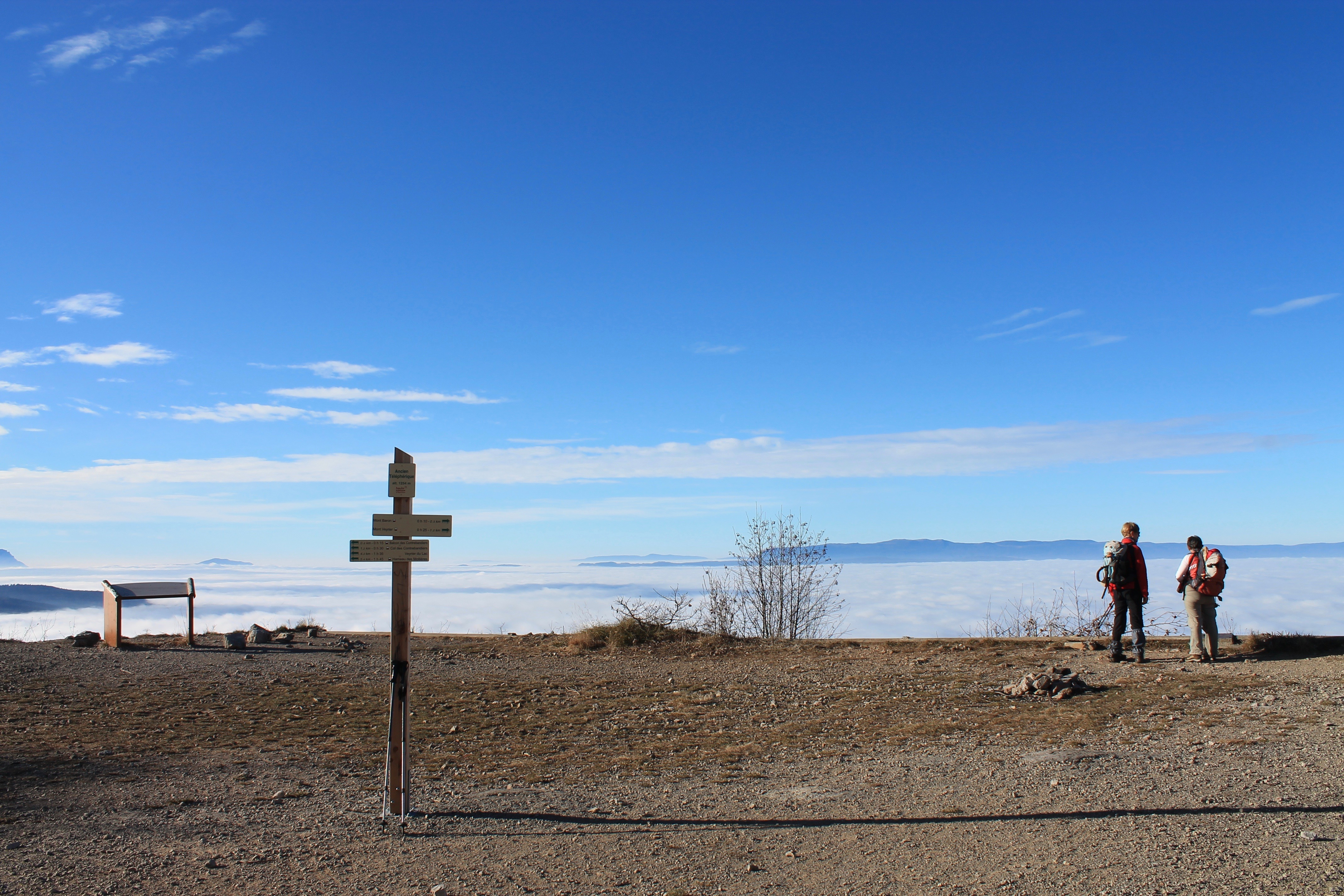
Mer de nuages depuis l'esplanade de la gare supérieure de l'ancien téléphérique, détruite en 2001.

Un téléphérique est aménagé entre la commune de Veyrier et le mont Baron, afin de servir de belvédère au-dessus du lac d'Annecy. Mis en service dès 1934 et laissé à l'abandon à partir de 1984, le téléphérique aura transporté plus de 2 millions de passagers durant les 50 années de son fonctionnement[réf. nécessaire]. La gare d'arrivée a été définitivement déconstruite en 2001, alors que la gare inférieure a été dévolue à la Cinémathèque des Pays de Savoie et de l'Ain en 2014.

## Activités

### Spéléologie
La présence de nombreuses anfractuosités ou fissures — Bornattaz des Sarrasins (« la grotte des Sarrasins »), grottes ou trous du Fortin, du Renard, de la Cheminée, du Chapeau de Gendarme — ont attiré sur le site des spéléologues. Les grottes de Veyrier sont d'ailleurs mentionnées dans un poème de Jacques Peletier du Mans, La Savoye (1572), qui cite les grottes Ogivale ou du Mont, Carré ou de la Bornale des Sarrasins.

### Randonnée et escalade

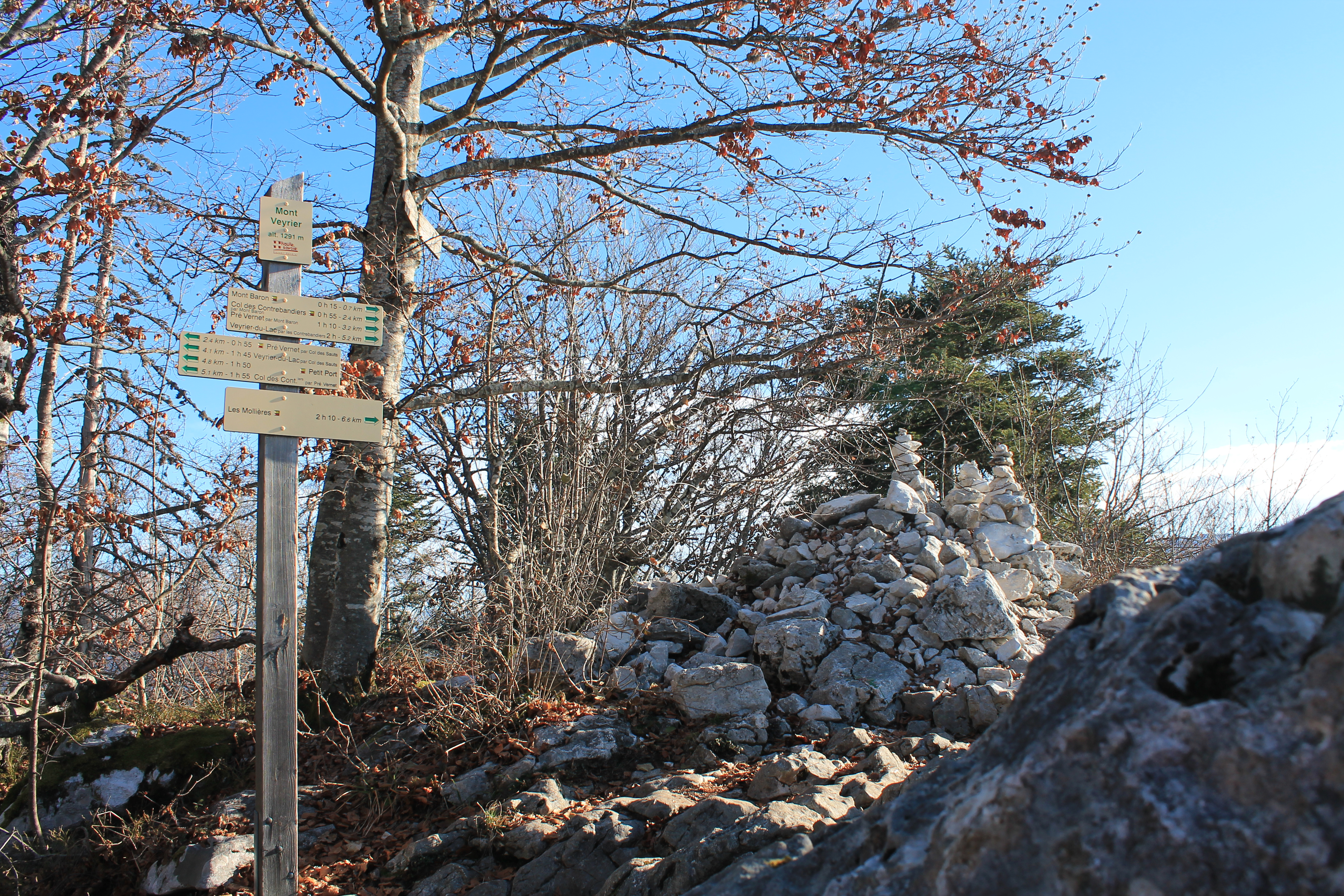
Panneaux de randonnée au sommet du mont Veyrier.

La proximité de la montagne vis-à-vis d'Annecy en fait un lieu de randonnée et de balade parmi les plus populaires de la région annécienne. De nombreux sentiers parcourent la montagne, permettant son ascension par tous les versants, depuis le pied de la montagne ou bien au départ du col des Contrebandiers où arrive une route goudronnée. Le sentier des crêtes est le plus prisé car offrant une vue panoramique sur Annecy, le lac, une partie du Genevois, le massif des Bauges et une partie du massif des Bornes, notamment le Parmelan situé au nord-est. Le GRP Tour du lac d'Annecy emprunte le sentier au sommet de la montagne, passant par le mont Rampon, la falaise sommitale, le col des Contrebandiers et la face orientale du mont Baret.
De nombreux sentiers et chemins forestiers sillonnent les flancs de la montagne, permettant d'accéder aux nombreuses falaises qui offrent des possibilités d'escalade, notamment au rocher de Chavoire, au Chapeau de Napoléon, aux rochers du Mont Baret au-dessus du col des Contrebandiers et aux rochers des Grandes Suites.